# Bella Donna (film, 1923)
Pour les articles homonymes, voir Bella Donna.
Pour plus de détails, voir Fiche technique et Distribution.
Bella Donna (Bella Donna) est un film muet américain réalisé par George Fitzmaurice, sorti en 1923.

## Synopsis
Bella Donna, une femme séduisante, piège Nigel Armine dans lun mariage sans amour. Son mari déciede de l'emmèner vivre en Egypte mais lassée de son époux assez simple, Bella se lie avec le brutal Baroudi.

## Fiche technique
- Titre : Bella Donna
- Réalisation : George Fitzmaurice
- Scénario : Ouida Bergère d'après la pièce Bella Donna de James B. Fagan et le roman Bella Donna de Robert Smythe Hichens
- Société de production : Famous Players-Lasky Corporation
- Distribution : Paramount Pictures et Universum Film AG
- Musique : Hugo Riesenfeld
- Photographie : Arthur C. Miller
- Pays d'origine :  États-Unis
- Format : Noir et blanc - 35 mm - 1,33:1 - film muet
- Genre : Mélodrame romantique
- Durée : 60 minutes
- Date de sortie :
  - États-Unis : 1er avril 1923

## Distribution
- Pola Negri : Bella Donna
- Conway Tearle : Mahmoud Baroudi
- Conrad Nagel : Nigel Armine
- Adolphe Menjou : M. Chepstow
- Claude King : Docteur Meyer Isaacson
- Lois Wilson : Patricia
- Macey Harlam : Ibrahim
- Robert Schable : Docteur Hartley
- Antonio Corsi : Fortune Teller